# Handen (Zweden)
Handen is een onderdeel van Stockholm de hoofdstad van Zweden. Het is echter ook de hoofdplaats van de gemeente Haninge in de provincie Stockholms län en het landschap Södermanland. Handen had 11.524 inwoners in 2003.

## Verkeer en vervoer
Bij de plaats lopen de Riksväg 73, Länsväg 227 en Länsväg 259.
De plaats heeft een station aan de spoorlijn Älvsjö - Nynäshamn.